# 제69회 영국 아카데미 영화상
제69회 영국 아카데미 영화상은 2015년의 최고의 영화를 기리기 위해 2016년 2월 14일에 열린 시상식이다. 런던 로열 오페라 하우스에서 개최되었으며 사회자는 스티븐 프라이이다.

## 수상 및 후보

### 작품상
- 레버넌트: 죽음에서 돌아온 자 - 알레한드로 곤잘레스 이냐리투 수상
- 빅쇼트 - 아담 맥케이
- 스파이 브릿지 - 스티븐 스필버그
- 캐롤 - 토드 헤인즈
- 스포트라이트 - 토마스 맥카시

### 작품상(영국)
- 브루클린 - 존 크로울리 수상
- 45년 후 - 앤드류 헤이
- 에이미 - 아시프 카파디아
- 대니쉬 걸 - 톰 후퍼
- 엑스 마키나 - 알렉스 가랜드
- 더 랍스터 - 요르고스 란티모스

### 감독상
- 레버넌트: 죽음에서 돌아온 자 - 알레한드로 곤잘레스 이냐리투 수상
- 빅쇼트 - 아담 맥케이
- 스파이 브릿지 - 스티븐 스필버그
- 캐롤 - 토드 헤인즈
- 마션 - 리들리 스콧

### 남우주연상
- 레버넌트: 죽음에서 돌아온 자 - 레오나르도 디카프리오 수상
- 트럼보 - 브라이언 크랜스톤
- 대니쉬 걸 - 에디 레드메인
- 마션 - 맷 데이먼
- 스티브 잡스 - 마이클 패스벤더

### 여우주연상
- 룸 - 브리 라슨 수상
- 대니쉬 걸 - 알리시아 비칸데르
- 캐롤 - 케이트 블란쳇
- 더 레이디 인 더 밴 - 매기 스미스
- 브루클린 - 시얼샤 로넌

### 남우조연상
- 스파이 브릿지 - 마크 라이런스 수상
- 시카리오: 암살자의 도시 - 베니시오 델 토로
- 빅쇼트 - 크리스찬 베일
- 비스트 오브 노 네이션 - 이드리스 엘바
- 스포트라이트 - 마크 러팔로

### 여우조연상
- 스티브 잡스 - 케이트 윈슬렛 수상
- 엑스 마키나 - 알리시아 비칸데르
- 헤이트풀8 - 제니퍼 제이슨 리
- 브루클린 - 줄리 월터스
- 캐롤 - 루니 마라

### 각본상
- 스포트라이트 - 조쉬 싱어 수상
- 스파이 브릿지 - 맷 차먼 외 2명
- 엑스 마키나 - 알렉스 가랜드
- 헤이트풀8 - 쿠엔틴 타란티노
- 인사이드 아웃 - 피트 닥터 외 2명

### 각색상
- 빅쇼트 - 아담 맥케이 외 1명 수상
- 브루클린 - 닉 혼비
- 캐롤 - 필리스 나지
- 룸 - 엠마 도노휴
- 스티브 잡스 - 아론 소킨

### 편집상
- 매드맥스: 분노의 도로 - 마가렛 식셀 수상
- 빅쇼트 - 행크 코윈
- 스파이 브릿지 - 마이클 칸
- 마션 - 피에트로 스카리아
- 레버넌트: 죽음에서 돌아온 자 - 스티븐 미리온

### 촬영상
- 레버넌트: 죽음에서 돌아온 자 - 엠마누엘 루베즈키 수상
- 스파이 브릿지 - 야누즈 카민스키
- 캐롤 - 에드워드 래크먼
- 매드맥스: 분노의 도로 - 존 세일
- 시카리오: 암살자의 도시 - 로저 디킨스

### 음악상
- 헤이트풀8 - 엔니오 모리꼬네 수상
- 스파이 브릿지 - 토머스 뉴먼
- 레버넌트: 죽음에서 돌아온 자 - 사카모토 류이치 외 1명
- 시카리오: 암살자의 도시 - 요한 요한슨
- 스타워즈: 깨어난 포스 - 존 윌리엄스

### 음향상
- 레버넌트: 죽음에서 돌아온 자 - 론 벤더 외 5명 수상
- 스파이 브릿지 - 리차드 힘스 외 3명
- 매드맥스: 분노의 도로 - 마크 A. 맨기니 외 5명
- 마션 - 폴 마시 외 3명
- 스타워즈: 깨어난 포스 - 앤디 넬슨 외 4명

### 의상상
- 매드맥스: 분노의 도로 - 제니 비번 수상
- 브루클린 - 오딜 딕스-머록스
- 캐롤 - 샌디 포웰
- 신데렐라 - 샌디 포웰
- 대니쉬 걸 - 파코 델가도

### 분장상
- 매드맥스: 분노의 도로 - 레슬리 반더월트 외 1명 수상
- 브루클린 - 로레인 글린 웰랜 외 1명
- 캐롤 - 제리 드카를로 외 2명
- 대니쉬 걸 - 잔 스웰
- 레버넌트: 죽음에서 돌아온 자 - 시안 그리그 외 2명

### 특수시각효과상
- 스타워즈: 깨어난 포스 - 크리스 코보울드 외 3명 수상
- 앤트맨 - 그렉 스틸 외 3명
- 엑스 마키나 - 앤드류 화이트허스트 외 3명
- 매드맥스: 분노의 도로 - 댄 올리버
- 마션 - 크리스 로렌스 외 3명

### 프로덕션디자인상
- 매드맥스: 분노의 도로 - 콜린 깁슨 외 1명 수상
- 스파이 브릿지 - 애덤 스톡하우젠 외 2명
- 캐롤 - 주디 벡커 외 1명
- 마션 - 아더 맥스 외 1명
- 스타워즈: 깨어난 포스 - 릭 카터 외 2명

### 외국어영화상
- 와일드 테일즈: 참을 수 없는 순간 - 데미안 스지프론 수상
- 자객 섭은낭 - 허우 샤오시엔
- 포스 마쥬어: 화이트 베케이션 - 루벤 외스트룬드
- 디브, 사막의 소년 - 나지 아부 노워
- 팀북투 - 압데라만 시사코
- Outstanding Debut
- 디브, 사막의 소년 - 나지 아부 노워 외 1명 수상
- 엑스 마키나 - 알렉스 가랜드
- 세컨드 커밍 - 데비 터커 그린
- 어 시리안 러브 스토리 - 숀 맥앨리스터 외 1명
- 더 서바이벌리스트 - 스티븐 핑글턴
- 다큐멘터리
- 에이미 - 아시프 카파디아 수상
- 카르텔 랜드 - 매튜 헤인먼
- 말랄라 - 데이비스 구겐하임
- 리슨 투 미 말론 - 스티밴 라일리
- 셰르파 - 제니퍼 피돔

### 단편애니메이션작품상
- 에드몬드 - 니나 갠츠 수상
- 마노맨 - 사이먼 카트라이트
- 프롤로그 - 리처드 윌리엄스

### 장편애니메이션작품상
- 인사이드 아웃 - 피트 닥터 수상
- 미니언즈 - 카일 발다 외 1명
- 숀더쉽 - 마크 버튼 외 1명

### 단편영화작품상
- 오퍼레이터 - 캐롤라인 바트릿 수상
- 퍼니 발렌타인즈 - 닉 헬름
- 마이닝 포엠스 오어 오데스 - 칼럼 라이스
- 오버 - 요른 스릴펄
- 사무엘-613 - 빌리 룸비

### 신인상
- 존 보예가 수상
- 태런 에저튼
- 다코타 존슨
- 브리 라슨
- 벨 파울리

## 같이 보기
- 제88회 아카데미상
- 제41회 세자르상
- 제68회 미국 감독 조합상
- 제29회 유럽 영화상
- 제73회 골든 글로브상
- 제36회 골든 래즈베리상
- 제22회 미국 배우 조합상
- 제68회 미국 작가 조합상